# 函館新外環状道路
函館新外環状道路（はこだてしんそとかんじょうどうろ）は、北海道函館市にある地域高規格道路。開通済み区間は自動車専用道路として供用されている。函館市桔梗町を起点とし、函館市古川町に至る延長約15キロメートル (km) の道路。このうち、函館空港までの空港道路（延長10 km）が供用済みである。

## 概要
函館都市圏の外環状道路を形成している北海道道100号函館上磯線（産業道路）の渋滞緩和、道南他地域へのアクセス向上や所要時間短縮を図ることなどを目的としている。2015年（平成27年）に赤川ICが開通したことによって道道函館上磯線（産業道路）で発生していた朝夕の渋滞や周辺道路の交通量が減少し、安全性が高まっている。

## 事業名

### 空港道路
- 起点：北海道函館市桔梗町[5]
- 終点：北海道函館市上湯川町[5]
- 延長：10.0 km[5]
- 構造規格：第1種3級[5]
- 設計速度：80 km/h[5]
- 道路幅員：暫定12.0 m（完成20.5 m）[5]
- 車線幅員：3.5 m[5]
- 車線数：暫定2車線（完成4車線）[5]

### 古川道路
- 起点：北海道函館市上湯川町
- 終点：北海道函館市古川町
- 延長：5.0 km

古川道路は2000年度（平成12年度）に調査区間に指定されているが着工時期は未定。

## 歴史
- 2007年度（平成19年度）：空港道路事業化[7]。
- 2009年度（平成21年度）：空港道路着工[7]。
- 2015年（平成27年）3月14日：函館IC/JCT - 赤川IC間供用開始（暫定2車線）[8][9]。
- 2021年（令和3年）3月28日：函館IC/JCT - 赤川IC間が4車線化、赤川IC - 函館空港IC間供用開始（暫定2車線）[10]。

## インターチェンジ
- IC番号欄の背景色が■である部分については道路が供用済みの区間を示している。また、施設名欄の背景色が■である部分は施設が供用されていない、または完成していないことを示す。
- 英略字は以下の項目を示す。
IC：インターチェンジ、JCT：ジャンクション

| IC 番号 | 施設名     | 接続路線名                                                               | 起点 から (km) | 備考 | 所在地         | 所在地 |
| ------- | ---------- | ------------------------------------------------------------------------ | -------------- | ---- | -------------- | ------ |
| 1       | 函館IC/JCT | 国道5号（E5 函館新道） 国道228号（E59 函館江差自動車道） 国道5号（現道） | 0.0            |      | 渡島総合振興局 | 函館市 |
| 2       | 赤川IC     | 北海道道347号赤川函館線                                                  | 2.4            |      | 渡島総合振興局 | 函館市 |
| 3       | 日吉IC     | 北海道道1132号函館臨空工業団地線                                         |                |      | 渡島総合振興局 | 函館市 |
| 4       | 函館空港IC | 北海道道1177号函館空港インター線                                         | 10.0           |      | 渡島総合振興局 | 函館市 |

## 路線状況

### 車線・最高速度・料金
| 区間                | 車線 上下線=上り線+下り線 | 最高速度 |
| ------------------- | ------------------------- | -------- |
| 函館IC - 赤川IC     | 4=2+2                     | 80 km/h  |
| 赤川IC - 日吉IC     | 2=1+1 （暫定2車線）       | 80 km/h  |
| 日吉IC - 函館空港IC | 2=1+1 （暫定2車線）       | 70 km/h  |

### 交通量
24時間交通量（台） 道路交通センサス
| 区間                | 平成27（2015）年度 | 令和3（2021）年度 |
| ------------------- | ------------------ | ----------------- |
| 函館IC - 赤川IC     | 14,681             | 24,277            |
| 赤川IC - 日吉IC     | 調査当時未開通     | 17,985            |
| 日吉IC - 函館空港IC | 調査当時未開通     | 09,177            |

（出典：「平成27年度全国道路・街路交通情勢調査」・「令和3年度全国道路・街路交通情勢調査」（国土交通省ホームページ）より一部データを抜粋して作成）
- 令和2年度に実施予定だった交通量調査は新型コロナウイルス感染症の影響で延期され[11]、翌年度に実施された。

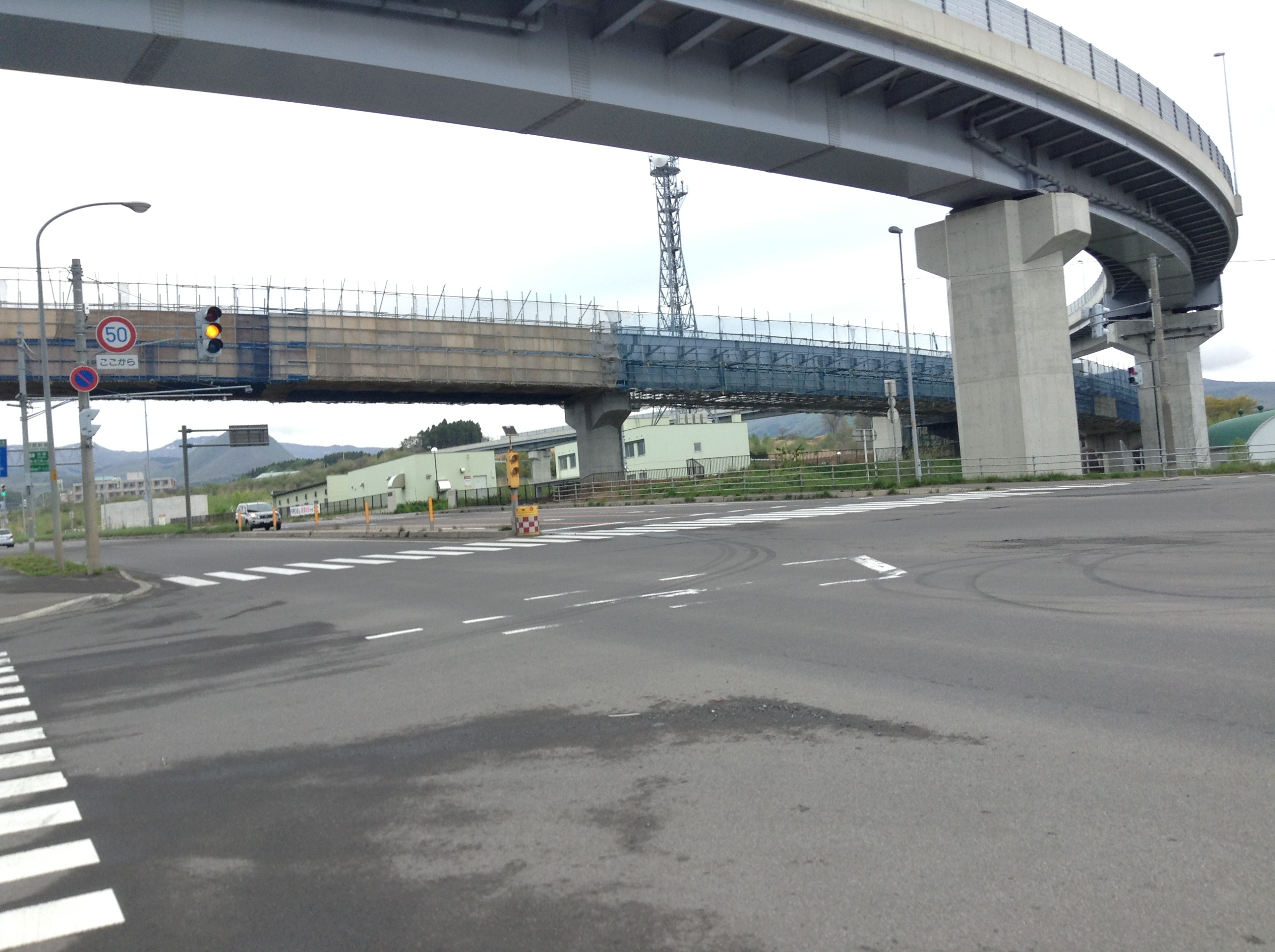
建設中の函館JCT（2013年5月）
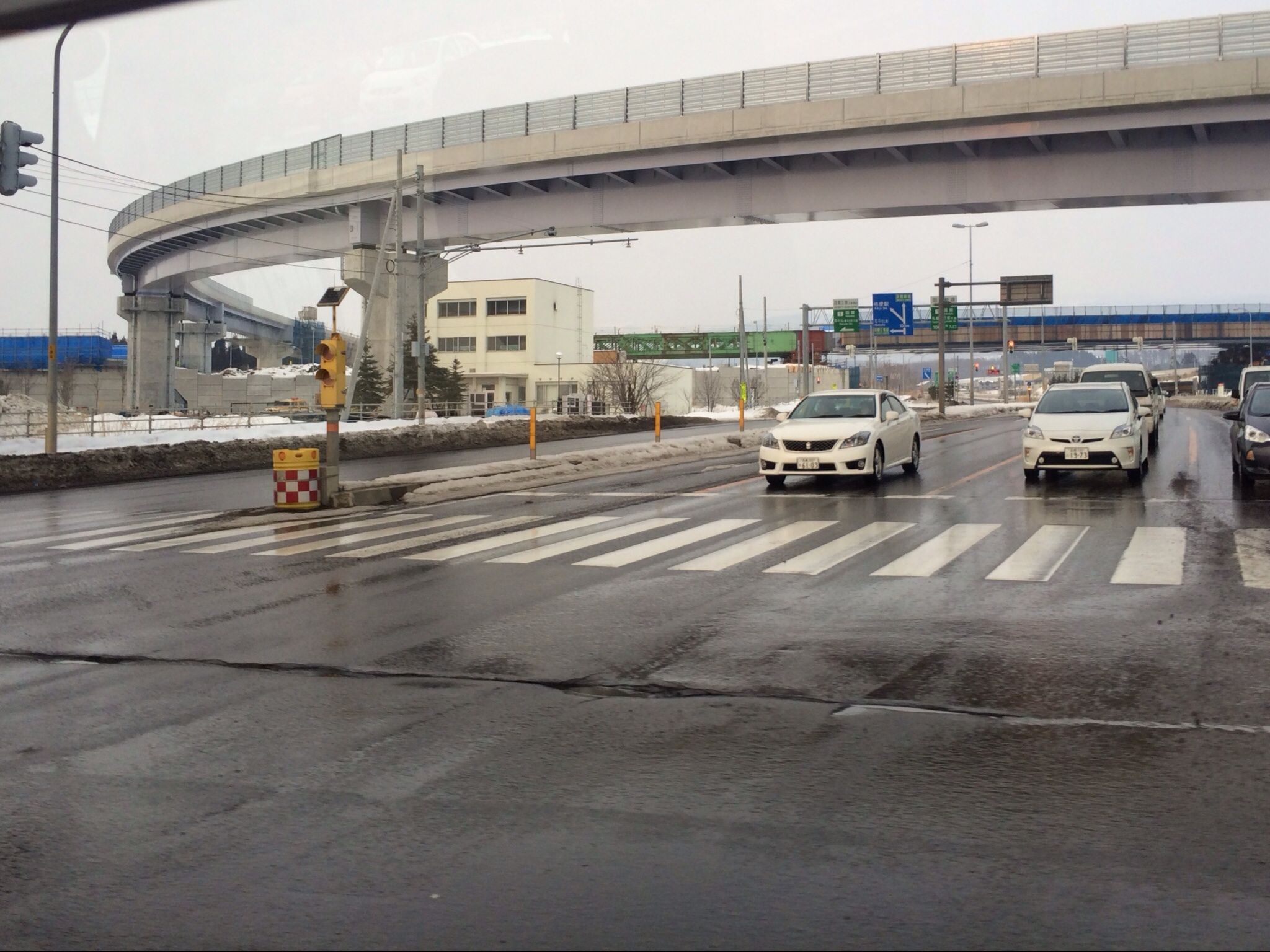
函館JCT付近（2014年1月）
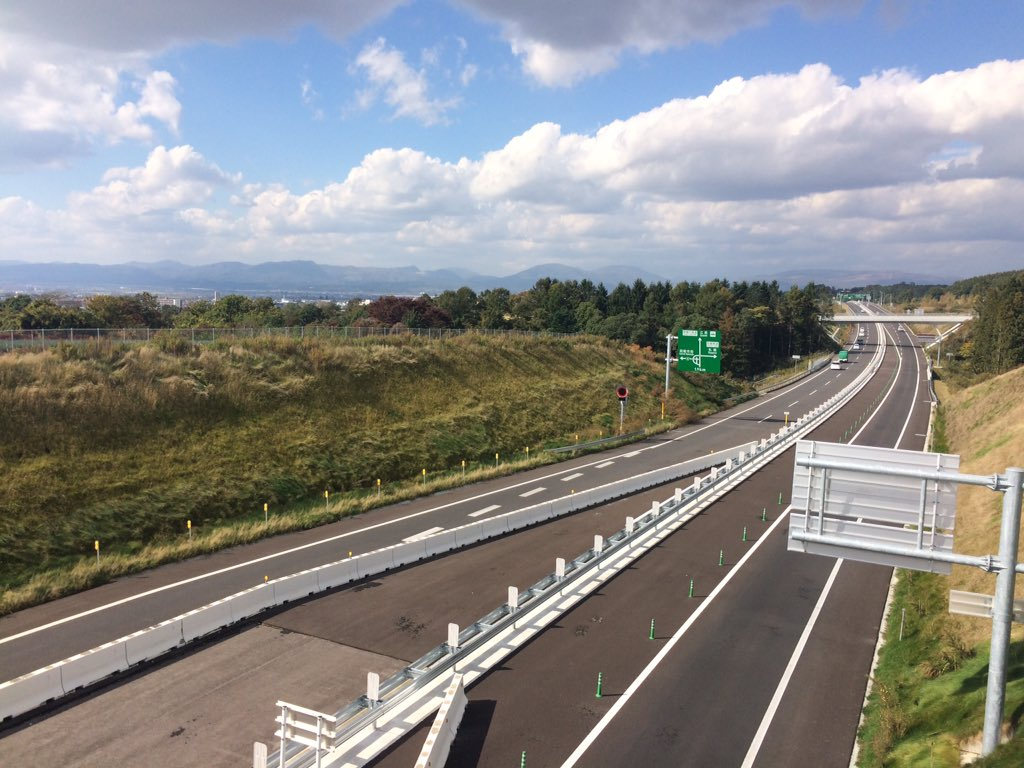
赤川IC付近（2015年10月）

### 注
1. ↑  高速自動車国道（北海道縦貫自動車道）に並行する一般国道の自動車専用道路。
2. ↑  国土交通大臣指定に基づく高規格幹線道路（一般国道の自動車専用道路）。

## 参考資料
- “函館新外環状道路（一般国道278号）空港道路 再評価原案準備書説明資料” (PDF).  北海道開発局 (2013年). 2019年12月18日閲覧。
- “地域高規格道路 函館新外環状道路” (PDF).   函館広域幹線道路整備促進期成会 (2015年). 2016年7月26日閲覧。